# Tonari no Kyūketsuki-san
Tonari no Kyūketsuki-san (となりの吸血鬼さん?) es una serie de manga 4-koma escrita e ilustrada por Amatou. Ha sido serializada desde agosto de 2014 en la revista Comic Cune de Kadokawa Corporation, que originalmente era un suplemento de la revista Comic Alive hasta agosto de 2015. Una adaptación al anime de Studio Gokumi y AXsiZ fue transmitida entre octubre y diciembre de 2018.

## Personajes
Sophie Twilight (ソフィー・トワイライト Sofī Towairaito?)
 Seiyū: Miyu Tomita
Una chica vampiro de 360 años que no envejece. Como vampiro, es increíblemente débil a la luz solar, por lo que generalmente permanece despierta durante la noche, y bebe sangre, aunque esté refrigerada, ya que soporta beberla de los humanos. Aunque a menudo mantiene una apariencia refinada, le gusta ir a convenciones de cómics y pedir productos otaku.
Akari Amano (天野 灯 Amano Akari?)
 Seiyū: Yū Sasahara
Una colegiala que comienza a vivir con Sophie al conocerla. Tiene una colección de muñecas y es particularmente aficionada a Sophie debido a su apariencia de muñeca.
Hinata Natsuki (夏木 ひなた Natsuki Hinata?)
Seiyū:Lynn
La mejor amiga de Akari que a menudo se preocupa por ella.
Ellie (エリー Erī?)
 Seiyū: Azumi Waki
Otra chica vampiro que conoce a Sophie desde hace mucho tiempo. Su personaje está basado en Isabel Báthory. Ella se enamora de Hinata.
Sakuya Kurai (倉井 朔夜 Kurai Sakuya?)
 Seiyū: Rina Hidaka
Compañera de clase de Akari. Ella está enamorada de Yū.
Yū Aoki (青木 夕 Aoki Yū?)
 Seiyū: Aya Uchida
Compañera de clase de Akari.

## Contenido de la obra

### Manga
Tonari no Kyūketsuki-san es una serie de manga yonkoma escrita e ilustrada por Amatou, un artista de manga japonés que dibuja principalmente cómics para adultos. Comenzó la serialización en la edición de octubre de 2014 de Comic Cune', lanzada el 27 de agosto de 2014. Al principio, Comic Cune era un suplemento de Comic Alive, luego se independizó y se cambió a una revista formal el 27 de agosto de 2015. El primer volumen tankōbon del manga fue lanzado el 26 de septiembre de 2015, siete volúmenes han sido publicados hasta el 27 de agosto de 2020.

#### Lista de volúmenes
| N.º | Fecha de lanzamiento     | ISBN original      |
| --- | ------------------------ | ------------------ |
| 1   | 26 de septiembre de 2015 | ISBN 9784040677972 |
| 2   | 27 de junio de 2016      | ISBN 9784040684079 |
| 3   | 26 de agosto de 2017     | ISBN 9784040693576 |
| 4   | 26 de marzo de 2018      | ISBN 9784040697833 |
| 5   | 27 de septiembre de 2018 | ISBN 9784040651101 |
| 6   | 26 de agosto de 2019     | ISBN 9784040658773 |
| 7   | 27 de agosto de 2020     | ISBN 9784040649122 |

### Anime
Una adaptación a serie de anime coanimada por Studio Gokumi y AXsiZ fue emitida en Japón entre el 5 de octubre y el 21 de diciembre de 2018 en AT-X y otros canales y transmitida simultáneamente en Crunchyroll. La serie fue dirigida por Noriyaki Akitaya, con guiones de Tatsuya Takahashi, diseño de personajes de Takahiro Sakai y composición de la música por Yoshiaki Fujisawa. El tema de apertura «†Kyūtie Ladies†» (†吸tie Ladies†?) y el tema de cierre «Happy!! Strange Friends» (HAPPY!!ストレンジフレンズ Happy! Sutorenji Furenzu?), fueron interpretados por Miyu Tomita, Yū Sasahara, Lynn y Azumi Waki. La serie tuvo una duración de 12 episodios.

#### Lista de episodios
| N.º | Título                                                                                            | Fecha de emisión original |
| --- | ------------------------------------------------------------------------------------------------- | ------------------------- |
| 1   | «Ciudadana normal de la oscuridad» «Yami no Ippan Shimin (闇の一般市民?)»                         | 5 de octubre de 2018      |
| 2   | «La amiga de Akari» «Akari no Tomodachi (灯の友達?)»                                              | 12 de octubre de 2018     |
| 3   | «La vampira va a la escuela» «Kyūketsuki Gakkō e Iku (吸血鬼学校へ行く?)»                         | 19 de octubre de 2018     |
| 4   | «Sophie y Ellie» «Sofī to Erī (ソフィーとエリー?)»                                                | 26 de octubre de 2018     |
| 5   | «La cocina vampírica» «Kyūketsuki no Ryōri (吸血鬼の料理?)»                                       | 2 de noviembre de 2018    |
| 6   | «Entrevista con el vampiro» «Intabyū wizu Vanpaia (インタビューウィズヴァンパイア?)»              | 9 de noviembre de 2018    |
| 7   | «Vacaciones de verano con una vampira» «Kyūketsuki to Sugosu Natsuyasumi (吸血鬼とすごす夏休み?)» | 16 de noviembre de 2018   |
| 8   | «El último día de las vacaciones de verano» «Natsuyasumi no Saigo no Hi (夏休みの最後の日?)»      | 23 de noviembre de 2018   |
| 9   | «Vampira contra cazavampiros» «Kyūketsuki bāsasu Vanpaia Hantā (吸血鬼VSヴァンパイアハンター?)»   | 30 de noviembre de 2018   |
| 10  | «La vampira y el fin de año» «Kyūketsuki to Nenmatsu (吸血鬼と年末?)»                             | 7 de diciembre de 2018    |
| 11  | «La estación del frío» «Kaze no Kisetsu (風邪の季節?)»                                            | 14 de diciembre de 2018   |
| 12  | «La vampira y el paso de las estaciones» «Meguru Kisetsu to Kyūketsuki (巡る季節と吸血鬼?)»       | 21 de diciembre de 2018   |